# يفون لامبرت (مصور)
يفون لامبرت (بالفرنسية: Yvon Lambert) هو مصور لوكسمبورغي، ولد في 9 مارس 1955 في مدينة لوكسمبورغ في لوكسمبورغ.